# Fàbrica Hamsa
Hamsa (Hierros y Aceros Moldeados SA) fou una fàbrica d'uns 10.000 m² al barri d'Hostafrancs a Barcelona que va tancar el 1992. El 23 de març de 1996 les instal·lacions es van convertir en un centre social okupat autogestionat: el CSOA Hamsa. El 2004 va ser enderrocada.

## Història i descripció
L'espai comptava amb un habitatge, allotjat en l'edifici d'oficines de l'antiga fàbrica, i un gran centre social que tenia quatre plantes amb diversos espais: kafeta, cuina, sala de concerts, sala de reunions i assemblees, biblioteca, taller d'art i fotografia (col·lectiu «Art-a-part»).
L'assemblea del CSOA Hamsa, que es reunia els dimarts, era l'encarregada de gestionar l'espai i d'atendre les peticions d'ús de la nau i la kafeta per part dels col·lectius
Al centre social es van portar a terme nombroses i variades activitats: concerts, tallers (flamenc, circ, fotografia...) cabarets d'espectacles, cine-fòrums, trobades. També era la seu de diferents col·lectius, com ara Les Tenses (feminisme llibertari), Radio Kinski o Art-a-part.
L'estiu del 1997, el CSOA Hamsa va ser la seu d'Educació del II Encuentro Internacional Zapatista por la Humanidad y contra el Neoliberalismo.
Durant els més de vuit anys d'activitats va tenir diversos intents de desallotjament i, malgrat nombroses accions de protesta, finalment fou desallotjat el 4 d'agost del 2004. Un assaig de reocupació pocs dies després va fracassar, perquè l'enderroc massa avançat va deixar el lloc inhabitable.
Les instal·lacions van ser desmantellades amb la intenció de transformar el lloc en una zona d'habitatge i espai verd urbà. El 2008 la reurbanització de l'espai va prendre un retard per la fallida d'una de les constructores. El març de 2011 finalment s'hi va inaugurar la plaça Joan Pelegrí, el concepte de la qual ha estat criticat per la manca de verd.

## Galeria d'imatges

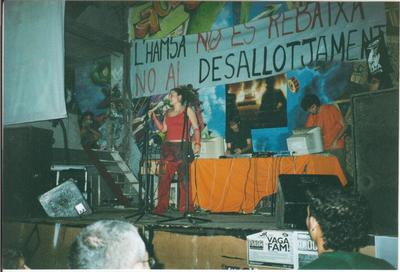
Concert contra el desallotjament (2004).
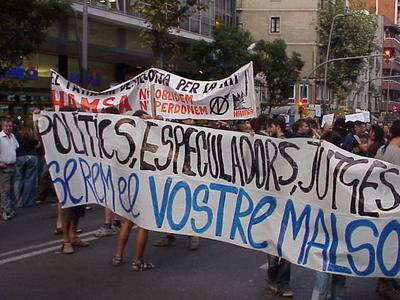
Manifestació contra el desallotjament (2004).
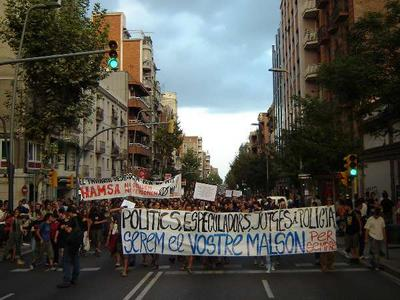
Capçalera de la manifestació contra el desallotjament (2004).
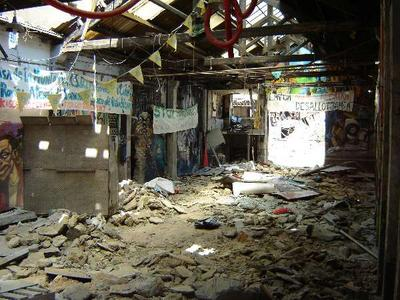
Runes de l'interior de l'Hamsa (2004).
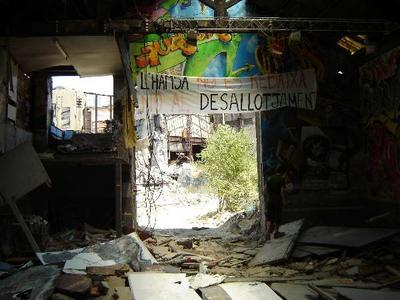
Pancarta entre les runes de l'Hamsa (2004).